# Czad na Letnich Igrzyskach Olimpijskich Młodzieży 2010
Czad na Letnich Igrzyskach Olimpijskich Młodzieży 2010 w Singapurze reprezentowało 2 sportowców w 1 dyscyplinie.

## Skład kadry

### Lekkoatletyka
Chłopcy:
- Djato Emmanuel - bieg na 400 m - 21. miejsce w finale

Dziewczęta:
- Mitsou Minda - bieg na 1000 m - 23. miejsce w finale